# Lista över orter i Östtimor
Denna lista rangordnar Östtimors tätorter efter folkmängd.

## Lista
1. Dili, 151 026 invånare
2. Lospalos, 12 612 invånare
3. Same, 9 966 invånare
4. Pante Makasar, 9 754 invånare
5. Maliana, 9 721 invånare
6. Suai, 9 136 invånare
7. Ermera, 6 990 invånare
8. Liquiçá, 6 115 invånare
9. Viqueque, 5 105 invånare
10. Maubisse, 4 947 invånare
11. Ainaro, 4 741 invånare
12. Baucau, 3 572 invånare
13. Aileu, 2 460 invånare
14. Tirilolo, 1 485 invånare
15. Manatuto, 1 051 invånare

Invånarantalen är de redovisade resultaten de facto (närvarande vid tidpunkten för räkningen) från folkräkningen 11 juli 2004, och avser invånare bosatta i privata hushåll, institutioner frånräknade. Resultaten de jure, det vill säga folkbokförd befolkning, bör ligga på mellan fyra och sju procent högre än de ovan redovisade, baserat på invånarantalen för Östtimors distrikt.

## Beskrivning
Östtimor är indelat i 442 mindre administrativa enheter, sucos, varav 38 är bedömda vara av tätortskaraktär. Dessa är i sin tur fördelade på 15 tätorter. För att ett suco i Östtimor ska bedömas vara av tätortskaraktär måste området uppfylla vissa krav på befolkningens storlek, sysselsättning, tillgång till vissa faciliteter samt en viss karaktär och kvalitet på infrastrukturen. Samhällen som är uppbyggda av sucos med en befolkning som i huvudsak sysslar med till exempel jordbruk eller fiske har bedömts vara av glesbygdskaraktär.